# Eoligarry (Halbinsel)
Eoligarry (gälisch: Eolaigearraidh) ist eine Halbinsel der schottischen Hebrideninsel Barra. Eoligarry markiert den nördlichsten Punkt Barras. Die Halbinsel erstreckt sich etwa 3,5 km in Nord-Süd-Richtung bei einer maximalen Breite von etwa zwei Kilometern.
Die größte Siedlung auf der Halbinsel ist die Streusiedlung Eoligarry. Diese liegt nahe dem Ben Eoligarry, die mit 102 m höchsten Erhebung Eoligarrys. An der Südostküste von Eoligarry liegt der Barra Airport, der einzige Flugplatz der Insel.
Der Broch Dun Scurrival liegt im Westen der Halbinsel.